# 1531 en littérature
| Années de la littérature : 1528 - 1529 - 1530 - 1531 - 1532 - 1533 - 1534    |
| Décennies de la littérature : 1500 - 1510 - 1520 - 1530 - 1540 - 1550 - 1560 |

Cet article présente les faits marquants de l'année 1531 en littérature.

## Parutions
- 28 février : la première édition des Emblemata (en) (« Emblèmes »), recueil d'allégories en vers latins sur des sujets moraux, de Andrea Alciato est publié chez Heinrich Steyner à Augsbourg sous le titre Emblematum liber[1].

- La Bible de Zurich, traduite en allemand par Ulrich Zwingli de 1524 à 1529, est imprimée pour la première fois dans son intégralité par l'imprimeur zurichois Christoph Froschauer[2].

- Première édition du Discours sur la première décade de Tite-Live de Machiavel écrit dans les années 1512-1520[3].
- De Occulta Philosophia (« La Philosophie occulte » ), de Corneille Agrippa, est publié entre janvier 1531 et 1533[4].